# S-4

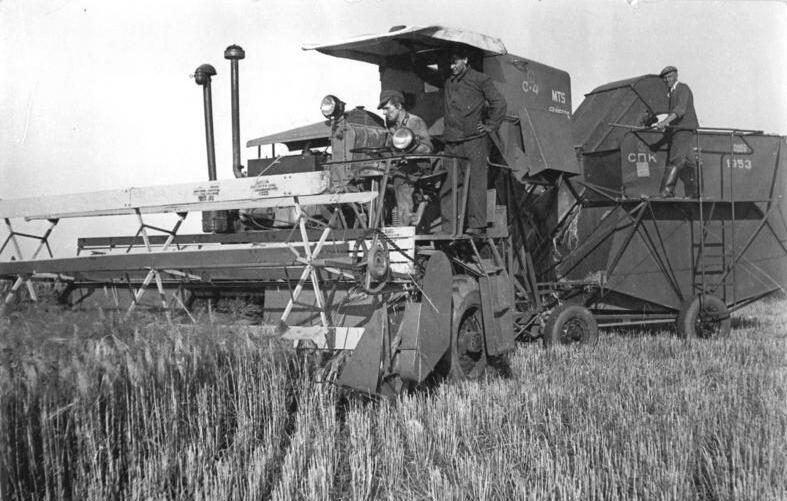
Kombajn S-4

S-4 byl sovětský obilní kombajn, který se od roku 1950 dovážel také do Československa.
Kombajn se začal vyrábět roku 1947 pod názvem Stalinec-4. V polovině 50. let došlo k jeho modernizaci a vznikl typ Stalinec-4M. Po smrti sovětského vůdce Stalina a odhalení kultu osobnosti dostaly kombajny označení S-4, resp. S-4M. Do Československa bylo dovezeno asi 3 000 kusů.

## Technické údaje
- Záběr žacího ústrojí: 4 m
- Separační ústrojí: 4 vytřasadla
- Objem zásobníku zrna: 1,7 m3
- Motor: benzínový
- Výkon motoru: 53 hp (39 kW)